# Shirab il ragazzo di Bagdad
Shirab il ragazzo di Bagdad (アラビアンナイト シンドバットの冒険?, Arabian naito Shindobatto no bōken, lett. "Le mille e una notte: Le avventure di Sindbad") è una serie televisiva anime diretta da Fumio Kurokawa e prodotta dalla Nippon Animation. Liberamente tratta dalle avventure di Sindbad e altri racconti de Le mille e una notte, la serie è stata trasmessa in 52 episodi da Fuji TV dal 1º ottobre 1975 al 29 settembre 1976.

## Trama
Shirab è l'intraprendente figlio di un mercante di Bagdad, che ama ascoltare le storie avventurose raccontate dallo zio Alì Hassan, che è capitano di una nave. Un giorno il ragazzo decide di seguire lo zio in uno dei suoi viaggi per mare, iniziando una serie di incredibili avventure. Dopo il naufragio causato dall'attacco di un'enorme balena, Shirab, assieme ai suoi nuovi compagni e amici Sheila, Ara e Alì Babà dovranno superare grandi pericoli ed incontreranno numerosi personaggi presenti nelle Mille e una notte, come maghi, sirene, mostri, i quaranta ladroni, la principessa Sherazade e la lampada magica con il suo genio.

## Personaggi
Shirab (Sindbad)
Doppiato da: Noriko Ohara (ed. originale), Fabrizio Manfredi, Monica Ward (film) (ed. italiana)
Protagonista della serie, è un intraprendente ragazzino di Baghdad che un giorno decide di vivere come suo zio, noto avventuriero e commerciante, e di partire per mare con lui a caccia di avventure.
Sheila (Shera)
Doppiata da: Fuyumi Shiraishi (ed. originale), Susanna Fassetta, Graziella Polesinanti (film) (ed. italiana)
Apparentemente è un uccello parlante che è stato regalato a Shirab dallo zio, ma in seguito si scopre che in realtà è una principessa trasformata in un uccello da uno stregone malvagio. Alla fine della serie, riuscirà a riavere le sembianze umane e ricongiungersi con i genitori.
Alì Babà
Doppiato da: Akira Kamiya (ed. originale), Massimo Rossi (film)  (ed. italiana)
Buon amico di Shirab e Ara (Aladino) è un audace predone del deserto che dopo essersi pentito delle sue azioni malvagie era stato abbandonato dalla sua banda. È molto abile nell'utilizzo delle corde.
Ara (Aladino)
Doppiato da: Masato Tsujimura (ed. originale), Valerio Ruggeri (ed. italiana)
È un uomo saggio e anziano, che dopo aver trovato la lampada magica ed il suo genio tanti anni prima, in seguito aveva perduto tutte le sue ricchezze ed era costretto a guadagnarsi da vivere come traghettatore in Egitto.
Hassan
Doppiato da: Kazue Takahashi (ed. originale), Christian Fassetta, Laura Lenghi (film) (ed. italiana)
Ragazzo di strada, è il migliore amico di Shirab a Bagdad, nonostante la sua estrema povertà. Lavora come venditore d'acqua per la strada e ha tre turbolenti fratellini.
Tabasa
Doppiata da: Junko Hori (ed. originale), Giovanna Avena, Rita Baldini (giovane, ep. 46, 47), Isa Di Marzio (film), Francesca Fiorentini (giovane, film) (ed. italiana)
Una vecchia strega malvagia la cui più grande debolezza è la tremenda paura dei topi. Lei e i suoi figli Satajit e Balba sono i nemici di Sinbad e Shera.
Balba (Baruba)
Doppiato da: Kōji Yada (ed. originale), Valerio Ruggeri (ep. 13-16), Diego Michelotti (ep. 29), Gino Donato (ep. 47-49), Rino Bolognesi (film) (ed. italiana)
Il figlio minore di Tabasa, svolge il ruolo del malvagio stregone dal racconto Il cavallo incantato.
Daskin (Satajit)
Doppiato da: Eken Mine (ed. originale), Erasmo Lo Presto (ep. 14-16, 29, 47), Carlo Allegrini (ep. 38), Claudio Trionfi (film) (ed. italiana)
Il figlio maggiore di Tabasa, che è responsabile della trasformazione di Shera e dei suoi genitori dopo che i genitori di Shera l'hanno fatto imprigionare per i suoi crimini nel loro regno. Appare per la prima volta nella serie impersonando il mago del racconto Aladino e la lampada meravigliosa.
Sugaru
Doppiata da: Eiko Masuyama (ed. originale), Giovanna Avena (ed. italiana)
Una maga malvagia che appare esteriormente come una bella e giovane donna dalla pelle blu, ma in realtà ha la testa e gli zoccoli anteriori di una mucca, anche se la sua vera forma è sempre rivelata dalla sua ombra. È basata sulla strega malvagia del racconto Il pescatore e il Jinni, che include la fiaba Il principe incantato. Nell'edizione internazionale il suo personaggio viene fatto passare per una trasformazione di Tabasa.
Demonio dalla pelle blu
Doppiato da: Takeshi Aono (ed. originale)
Un potente demonio dalla pelle blu che è il patrono magico di Sugaru.
Re Nero
Doppiato da: Vittorio Battarra (ed. italiana)
Il re di un regno africano che imprigiona Shirab e i suoi amici, per poi liberarli dopo essersi convinto della loro sincerità.
Genio della lampada
Doppiato da: Osamu Saka (ed. originale), Erasmo Lo Presto (ep. 15-16), Renato Montanari (ep. 52) (ed. italiana)
Re di Baghdad
Doppiato da: Ryūsuke Shiomi (ed. originale), Raffaele Uzzi (ep. 13), Erasmo Lo Presto (ep. 27, 52), Diego Michelotti (ep. 28), Vittorio Battarra (ep. 48), Bruno Cattaneo (ep. 50) (ed. italiana)
Principessa Scalm (Shalm)
Doppiata da: Rita Baldini (ep. 13, 27-28, 50), Valeria Perilli (ep. 48-49, 52), Laura Latini (film) (ed. italiana)
La figlia del re di Bagdad.
Padre di Shirab
Doppiato da: Ichirō Nagai (ed. originale)
Un ricco mercante di Bagdad.
Madre di Shirab
Doppiata da: Kazuko Makino (ed. originale), Winni Riva (ep.52) (ed. italiana)
Alì
Doppiato da: Renato Montanari (ep. 52) (ed. italiana)
Lo zio di Shirab.
Principessa Sherazade (Estella)
Doppiata da: Rita Baldini (ed. italiana)
Nonostante il nome datole nell'adattamento internazionale non è basata sull'omonimo personaggio, bensì sulla principessa della storia di Aladino.
Zuleika (Tabat)
Doppiata da: Stefanella Marrama (ep. 6, 9, 27-29) Rita Baldini (ep. 40), Stefania Patruno (film) (ed. italiana)
La domestica della famiglia di Shirab.

## Colonna sonora
Tema di apertura
- Shindobatto no bōken (シンドバットのぼうけん?, lett. "Le avventure di Sindbad"), cantata da Mitsuko Horie

Tema di chiusura
- Shindobatto no uta (シンドバットのうた?, lett. "La canzone di Sindbad"), cantata da Mitsuko Horie

Nell'edizione italiana è stata utilizzata la base strumentale della sigla tedesca Sindbad, composta da Christian Bruhn e cantata da Honey B.

## Distribuzione

### Edizione italiana
In Italia la serie è andata in onda dal 20 maggio al 29 agosto 1981 su Rete 1, per i primi 10 episodi all'interno del programma 3, 2, 1... contatto! e dopodiché senza contenitore, in seguito alla chiusura del programma. L'episodio 33 La fanciulla della stella non è andato in onda nella prima emissione Rai, ma durante la prima replica della serie, il 30 marzo 1983. L'edizione italiana è basata sulla versione internazionale prodotta in Germania dalla Beta Film, intitolata Sindbad e trasmessa da ZDF dal 1978. Tale edizione è suddivisa in 42 episodi contro i 52 originali, ottenuti effettuando numerosi tagli, rimontaggi e cambiamenti di sceneggiatura; sostituendo inoltre la colonna sonora originale di Shunsuke Kikuchi con una composta da Christian Bruhn. Infatti alcune puntate sono state montate unendo scene di episodi diversi, talvolta anche di pochi minuti, modificandone il senso. Questa versione è stata esportata in gran parte del mondo, ad eccezione dei paesi di lingua araba, dove la serie è stata doppiata sull'edizione giapponese. Per l'edizione italiana il nome del protagonista è stato modificato dall'originale Sinbad in Shirab per motivi legati ai diritti sul merchandising. La voce narrante (in originale di Ichirō Nagai) è di Gabriele Carrara.

## Episodi

### Edizione giapponese
| Nº Ja | Nº It | Titolo italiano Giapponese 「Kanji」 - Rōmaji - Traduzione letterale                                                   | In onda           | In onda        |
| Nº Ja | Nº It | Titolo italiano Giapponese 「Kanji」 - Rōmaji - Traduzione letterale                                                   | Giapponese        | Italiano       |
| 1     | 1     | Imbarco clandestino 「船出!」 - Senshutsu! – "Partenza!"                                                               | 1º ottobre 1975   | 20 maggio 1981 |
| 2     | 2     | L'isola stregata 「もっくり島だぞ」 - Mokkuri jima da zo – "È l'isola galleggiante"                                    | 8 ottobre 1975    | 21 maggio 1981 |
| 3     | 3     | La fossa dei serpenti 「巨鳥ロック」 - Kyotori rokku – "Roc, il grande uccello"                                        | 15 ottobre 1975   | 26 maggio 1981 |
| 4     | 4     | Lo spirito da spalla 「怪しい老人」 - Ayashii rōjin – "Il vecchio sospetto"                                            | 22 ottobre 1975   | 27 maggio 1981 |
| 5     | 5     | Il re di Arcobalenia 「サランジブの王様」 - Saranjibu no ōsama – "Il re di Saranjib"                                   | 29 ottobre 1975   | 28 maggio 1981 |
| 6     | 6     | L'isola dell'avorio 「象牙の山」 - Zōge no yama – "La montagna dell'avorio"                                            | 5 novembre 1975   | 2 giugno 1981  |
| 7     | 26b   | L'isola degli avvoltoi 「ごちそうぜめ…!?」 - Gochisō zeme...!? – "Un banchetto...?!"                                   | 12 novembre 1975  | 25 giugno 1981 |
| 8     | 26a   | L'isola degli avvoltoi 「木の実の宝石」 - Ki no mi no hōseki – "Le gemme dei frutti"                                   | 19 novembre 1975  | 25 giugno 1981 |
| 9     | 15a   | Lo spirito del deserto 「砂漠の魔神」 - Sabaku no majin – "Il diavolo del deserto"                                     | 26 novembre 1975  | 12 giugno 1981 |
| 10    | 15b   | Lo spirito del deserto 「オアシスの老人」 - Oashisu no rōjin – "Il vecchio dell'oasi"                                  | 3 dicembre 1975   | 12 giugno 1981 |
| 11    | 7     | Una pesca fortunata 「黒い真珠」 - Kuroi shinju – "La perla nera"                                                      | 10 dicembre 1975  | 3 giugno 1981  |
| 12    | 8     | I diamanti delle sirene 「人魚の贈物」 - Ningyo no okurimono – "Il regalo della sirena"                                | 17 dicembre 1975  | 4 giugno 1981  |
| 13    | 9     | Il cavalluccio alato 「空飛ぶ木馬」 - Soratobu mokuba – "Il cavallo di legno volante"                                  | 24 dicembre 1975  | 5 giugno 1981  |
| 14    | 10    | Lo zio di Hassan 「大魔王の宝」 - Daimaō no takara – "Il tesoro del grande re demone"                                  | 7 gennaio 1976    | 6 giugno 1981  |
| 15    | 11    | La lampada magica 「シャレドのお姫さま」 - Sharedo no ohimesama – "La principessa di Shallad"                          | 14 gennaio 1976   | 8 giugno 1981  |
| 16    | 12    | Il rapimento di Sherazade 「モロッコのランプ売り」 - Morokko no ranpu uri – "Il venditore di lampade del Marocco"      | 21 gennaio 1976   | 9 giugno 1981  |
| 17    | 23    | Lo spirito dell'acqua 「ソロモンの封印」 - Soromon no fûin – "Il sigillo di Salomone"                                  | 28 gennaio 1976   | 22 giugno 1981 |
| 18    | 24a   | Shirab e il re triste 「ガイコツの軍団」 - Gaikotsu no gundan – "L'armata degli scheletri"                             | 4 febbraio 1976   | 23 giugno 1981 |
| 19    | 13    | Shirab e Alì Babà 「放浪児アリババ」 - Hōrōji aribaba – "Alì Babà, il giovane vagabondo"                               | 11 febbraio 1976  | 10 giugno 1981 |
| 20    | 25    | Il regno delle Amazzoni 「女ばかりの王国」 - Onna bakari no ōkoku – "Un regno di sole donne"                           | 18 febbraio 1976  | 24 giugno 1981 |
| 21    | 24b   | Shirab e il re triste 「巨鳥の子ロックル」 - Kyochō no ko rokkuru – "Rockle, il figlio del grande uccello"             | 25 febbraio 1976  | 23 giugno 1981 |
| 22    | 14    | Il serpente a due teste 「大猿の恩返し」 - Ōzaru no ongaeshi – "La gratitudine della grande scimmia"                   | 3 marzo 1976      | 11 giugno 1981 |
| 23    | 16a   | Shirab e i coccodrilli 「ナイルの河ぼうず」 - Nairu no kawabōzu – "Il bonzo del fiume Nilo"                            | 10 marzo 1976     | 13 giugno 1981 |
| 24    | 27a   | Gli uomini delle caverne 「生きていたマンモス」 - Ikiteita manmosu – "I mammut viventi"                                | 17 marzo 1976     | 26 giugno 1981 |
| 25    | 16b   | Shirab e i coccodrilli 「巨人の息子ジャイアン」 - Kyojin no musuko jaian – "Jian, il figlio del gigante"               | 24 marzo 1976     | 13 giugno 1981 |
| 26    | 17    | La siccità a Bagdad 「氷山を運ぶ大鯨」 - Hyōzan wo hakobu ōkujira – "La grande balena che trasporta un ghiacciaio"     | 31 marzo 1976     | 15 giugno 1981 |
| 27    | 18    | Shirab e i quaranta ladroni 「バグダッドの盗賊」 - Bagudaddo no tōzoku – "I ladri di Baghdad"                          | 7 aprile 1976     | 16 giugno 1981 |
| 28    | 19    | Apriti Sesamo 「ひらけゴマ!」 - Hirake goma! – "Apriti Sesamo!"                                                        | 14 aprile 1976    | 17 giugno 1981 |
| 29    | 20    | Il tappeto volante 「空飛ぶジュータン」 - Soratobu jūtan – "Il tappeto volante"                                        | 21 aprile 1976    | 18 giugno 1981 |
| 30    | 21    | Shirab nell'isola dei lillipuziani 「小人の海賊たち」 - Kobito no kaizoku tachi – "I nani pirati"                      | 28 aprile 1976    | 19 giugno 1981 |
| 31    | 22    | Burulu e Berele 「小人島の大戦争」 - Kobito jima no ōsensō – "La grande guerra dell'isola dei nani"                    | 5 maggio 1976     | 20 giugno 1981 |
| 32    | 31    | Il segreto di Shiela 「シェーラの秘密」 - Sheera no himitsu – "Il segreto di Shera"                                    | 12 maggio 1976    | 25 luglio 1981 |
| 33    | 32b   | L'isola degli uccelli giganti 「氷の大魔神」 - Kōri no daimajin – "Il grande diavolo di ghiaccio"                      | 19 maggio 1976    | 1º agosto 1981 |
| 34    | 32c   | L'isola degli uccelli giganti 「人喰い鳥モア」 - Hitokui tori moa – "Moa, l'uccello mangiatore di uomini"              | 26 maggio 1976    | 1º agosto 1981 |
| 35    | 27b   | Gli uomini delle caverne 「マンモス少年ポコ」 - Manmosu shōnen poko – "Poko, il ragazzo dei mammut"                    | 2 giugno 1976     | 26 giugno 1981 |
| 36    | 28    | Il segreto delle piramidi 「ピラミッドの大泥棒」 - Piramiddo no ōdorobō – "I grandi ladri delle piramidi"              | 9 giugno 1976     | 27 giugno 1981 |
| 37    | 29    | Il paese invisibile 「まぼろしの国」 - Maboroshi no kuni – "Il paese delle illusioni"                                  | 16 giugno 1976    | 11 luglio 1981 |
| 38    | 30    | Shirab e il grande drago 「魔法の竜」 - Mahō no ryō – "Il drago magico"                                                | 23 giugno 1976    | 18 luglio 1981 |
| 39    | 32a   | L'isola degli uccelli giganti 「燃えるオアシス」 - Moeru oashisu – "L'oasi che brucia"                                 | 30 giugno 1976    | 1º agosto 1981 |
| 40    | 33    | La fanciulla della stella 「星の国から来た少女」 - Hoshi no kuni kara kita shōjo – "La ragazza del paese delle stelle" | 7 luglio 1976     | 30 marzo 1983  |
| 41    | 34    | Il pesce rosso 「船をのむ大怪魚」 - Fune wo nomu daikaigyo – "Il grande pesce che mangia le navi"                      | 14 luglio 1976    | 1º agosto 1981 |
| 42    | 35    | La corona rubata 「アラジンじいさんの国」 - Arajin jiisan no kuni – "Il paese del vecchio Aladino"                     | 21 luglio 1976    | 8 agosto 1981  |
| 43    | 36a   | Prigionieri del re nero 「走れ!アリババ」 - Hashire! aribaba – "Corri, Alì Babà!"                                      | 28 luglio 1976    | 8 agosto 1981  |
| 44    | 36b   | Prigionieri del re nero 「砂漠の幽霊船」 - Sabaku no yûreisen – "La nave fantasma del deserto"                         | 4 agosto 1976     | 8 agosto 1981  |
| 45    | 37    | Il cavallo di pietra 「ものをいう石像」 - Mono wo iu sekizō – "La statua di pietra parlante"                           | 11 agosto 1976    | 15 agosto 1981 |
| 46    | 38    | Alì Babà apprendista stregone 「魔法使いアリババ」 - Mahōtsukai aribaba – "Lo stregone Alì Babà"                       | 18 agosto 1976    | 15 agosto 1981 |
| 47    | 39a   | La torre misteriosa 「バベルの塔の謎」 - Baberu no tō no nazo – "Il mistero della torre di Babele"                     | 25 agosto 1976    | 22 agosto 1981 |
| 48    | 40    | Errore di persona 「100人の魔法使い」 - 100nin no mahōtsukai – "100 stregoni"                                          | 1º settembre 1976 | 22 agosto 1981 |
| 49    | 41    | Il rapimento della principessa 「シェーラ姫の危機」 - Sheera hime no kiki – "La crisi della principessa Shera"         | 8 settembre 1976  | 22 agosto 1981 |
| 50    | 39b   | La torre misteriosa 「青い大魔王」 - Aoi daimaō – "Il grande re demone azzurro"                                        | 15 settembre 1976 | 22 agosto 1981 |
| 51    | 42a   | Il grande Mago Azzurro 「魔神大戦争」 - Majin daisensō – "La grande guerra dei demoni"                                 | 22 settembre 1976 | 29 agosto 1981 |
| 52    | 42b   | Il grande Mago Azzurro 「魔法よとけろ!」 - Mahō yo tokero! – "La scomparsa della stregoneria"                          | 29 settembre 1976 | 29 agosto 1981 |

### Edizione internazionale
| Nº | Titolo originale                                | Titolo italiano                    | Prima TV RFG      | Prima TV Italia |
| -- | ----------------------------------------------- | ---------------------------------- | ----------------- | --------------- |
| 1  | Abenteuer im Schloß                             | Imbarco clandestino                | 21 settembre 1978 | 20 maggio 1981  |
| 2  | Abenteuer auf der schwimmenden Insel            | L'isola stregata                   | 28 settembre 1978 | 21 maggio 1981  |
| 3  | Abenteuer in der Diamantenschlucht              | La fossa dei serpenti              | 5 ottobre 1978    | 26 maggio 1981  |
| 4  | Abenteuer mit dem Buckelgeist                   | Lo spirito da spalla               | 12 ottobre 1978   | 27 maggio 1981  |
| 5  | Abenteuer mit den endlosen Wellen               | Il re di Arcobalenia               | 19 ottobre 1978   | 28 maggio 1981  |
| 6  | Abenteuer auf der Elfenbeininsel                | L'isola dell'avorio                | 26 ottobre 1978   | 2 giugno 1981   |
| 7  | Abenteuer mit der schwarzen Perle               | Una pesca fortunata                | 2 novembre 1978   | 3 giugno 1981   |
| 8  | Abenteuer mit der Meerjungfrau                  | I diamanti delle sirene            | 9 novembre 1978   | 4 giugno 1981   |
| 9  | Abenteuer mit dem fliegenden Pferd              | Il cavalluccio alato               | 16 novembre 1978  | 5 giugno 1981   |
| 10 | Abenteuer in der Diamantenhöhle                 | Lo zio di Hassan                   | 23 novembre 1978  | 6 giugno 1981   |
| 11 | Abenteuer mit dem Lampengeist                   | La lampada magica                  | 30 novembre 1978  | 8 giugno 1981   |
| 12 | Abenteuer mit dem gestohlenen Schloss           | Il rapimento di Sherazade          | 7 dicembre 1978   | 9 giugno 1981   |
| 13 | Abenteuer mit Alibaba                           | Shirab e Alì Babà                  | 14 dicembre 1978  | 10 giugno 1981  |
| 14 | Abenteuer auf der Kokosnussinsel                | Il serpente a due teste            | 21 dicembre 1978  | 11 giugno 1981  |
| 15 | Abenteuer mit den traurigen Märchen             | Lo spirito del deserto             | 28 dicembre 1978  | 12 giugno 1981  |
| 16 | Abenteuer mit dem großen und dem kleinen Riesen | Shirab e i coccodrilli             | 4 gennaio 1979    | 13 giugno 1981  |
| 17 | Abenteuer auf dem Eiswal                        | La siccità a Bagdad                | 11 gennaio 1979   | 15 giugno 1981  |
| 18 | Abenteuer mit den 40 Räubern                    | Shirab e i quaranta ladroni        | 18 gennaio 1979   | 16 giugno 1981  |
| 19 | Abenteuer mit den 40 Krügen                     | Apriti Sesamo                      | 25 gennaio 1979   | 17 giugno 1981  |
| 20 | Abenteuer mit dem fliegenden Teppich            | Il tappeto volante                 | 1º febbraio 1979  | 18 giugno 1981  |
| 21 | Abenteuer auf der Zwergeninsel                  | Shirab nell'isola dei lillipuziani | 8 febbraio 1979   | 19 giugno 1981  |
| 22 | Abenteuer mit Burulu und Buluru                 | Burulu e Berele                    | 15 febbraio 1979  | 20 giugno 1981  |
| 23 | Abenteuer mit dem Wassergeist                   | Lo spirito dell'acqua              | 22 febbraio 1979  | 22 giugno 1981  |
| 24 | Abenteuer mit dem traurigen König               | Shirab e il re triste              | 1º marzo 1979     | 23 giugno 1981  |
| 25 | Abenteuer auf der Amazoneninsel                 | Il regno delle Amazzoni            | 8 marzo 1979      | 24 giugno 1981  |
| 26 | Abenteuer auf der Geierinsel                    | L'isola degli avvoltoi             | 15 marzo 1979     | 25 giugno 1981  |
| 27 | Abenteuer mit dem kleinen Mammut                | Gli uomini delle caverne           | 22 marzo 1979     | 26 giugno 1981  |
| 28 | Abenteuer in der geheimnisvollen Pyramide       | Il segreto delle piramidi          | 29 marzo 1979     | 27 giugno 1981  |
| 29 | Abenteuer im unsichtbaren Land                  | Il paese invisibile                | 5 aprile 1979     | 11 luglio 1979  |
| 30 | Abenteuer mit dem großen blauen Drachen         | Shirab e il grande drago           | 12 aprile 1979    | 18 luglio 1981  |
| 31 | Abenteuer in der Burg der Geier                 | Il segreto di Shiela               | 19 aprile 1979    | 25 luglio 1981  |
| 32 | Abenteuer mit dem Riesenvogel                   | L'isola degli uccelli giganti      | 26 aprile 1979    | 1º agosto 1981  |
| 33 | Abenteuer mit dem Sternenmädchen                | La fanciulla della stella          | 3 maggio 1979     | 30 marzo 1983   |
| 34 | Abenteuer mit dem Goldfisch                     | Il pesce rosso                     | 10 maggio 1979    | 1º agosto 1981  |
| 35 | Abenteuer mit der gestohlenen Krone             | La corona rubata                   | 17 maggio 1979    | 8 agosto 1981   |
| 36 | Abenteuer mit der Friedensbotschaft             | Prigionieri del re nero            | 31 maggio 1979    | 8 agosto 1981   |
| 37 | Abenteuer mit dem Pferd aus Stein               | Il cavallo di pietra               | 21 giugno 1979    | 15 agosto 1981  |
| 38 | Abenteuer mit dem ängstlichen König             | Alì Babà apprendista stregone      | 28 giugno 1979    | 15 giugno 1981  |
| 39 | Abenteuer im Hexenturm                          | La torre misteriosa                | 19 luglio 1979    | 22 agosto 1981  |
| 40 | Abenteuer mit der vertauschten Sheila           | Errore di persona                  | 5 luglio 1979     | 22 agosto 1981  |
| 41 | Abenteuer mit den drei Milutschi-Brüdern        | Il rapimento della principessa     | 12 luglio 1979    | 29 agosto 1981  |
| 42 | Abenteuer mit dem Schlammgeist                  | Il grande Mago Azzurro             | 26 luglio 1979    | 29 agosto 1981  |

## Film
La Beta Film ha prodotto un film di montaggio intitolato Sindbad e Ali Baba (Sindbad und Alibaba), tratto da alcuni episodi centrali della serie. In Italia è stato trasmesso su Rai Uno il 27 ottobre 1991 nel programma La Banda dello Zecchino.

## Altri media
In Italia, abbinate alla serie, vi sono state alcune pubblicazioni per ragazzi della Eri edizioni Rai e il settimanale TV Junior ha pubblicato un fumetto realizzato completamente in Italia. Inoltre la Furga ha commercializzato una serie di bambolotti con i personaggi principali della serie.

## Titoli internazionali
- مغامرات سندباد (arabo)
- 天方夜譚 (cinese - Taiwan)
- Arabian Nights Sindbad no Bōken (アラビアンナイト シンドバットの冒険?) (giapponese)
- Sinbad le marin (francese)
- Arabian Nights: Sinbad's Adventures (inglese)
- Shirab il ragazzo di Bagdad (italiano)
- Sinbad de Zeeman (olandese)
- ماجراهای سندباد (persiano)
- Przygody Sindbada (polacco)
- Los viajes de Simbad (spagnolo)
- Sindbad (tedesco)